# Орсоя
Орсо̀я е село в Северозападна България. То се намира в община Лом, област Монтана, на 14 km западно от гр. Лом. В село Орсоя се намира защитената местност „Рибарници Орсоя“. В района на селото е открит некропол.

## История
В района на Орсоя е открит некропол от късната бронзова епоха.
В землището на селото, на 1.7 km южно от дунавския бряг, на площ от 3 декара са разкрити останки от античната римска укрепена пътна станция Реметодия.

## Редовни събития
Последната събота и неделя от месец октомври, е съборът на селото. Жителите му много почитат този празник.